# Афинская школа изящных искусств
Афинская школа изящных искусств (греч. Ανωτάτη Σχολή Καλών Τεχνών) — ведущая высшая школа изобразительного искусства в Греции. В составе школы имеется два отделения: теории свободных искусств и истории искусства.
Школа была основана в 1837 году как факультет Национального технического университета. Она получила независимый статус университета в 1910 году. Старый студгородок и администрация находятся в районе Ано-Патисия. В 1992 году школа переехала в новый центр на улице Пирея, 256 — в помещение бывшей ткацкой фабрики 1950-х, которое было перестроено специально для университета.

## Известные личности
- Семерцидис, Валиас (1911—1983) — греческий художник российского происхождения, неореалист, участник греческого Сопротивления.
- Йанак Пачо (1914—1991) — народный скульптор Албании.
- Йоргос Зонголопулос (1903—2004) — известный Греческий скульптор.

## Международные программы для студентов
- AIESEC